# Championnats du monde de patinage synchronisé 2017
Navigation
Championnats du monde 2016 Championnats du monde 2018
Les Championnats du monde de patinage synchronisé 2017 ont eu lieu le 7 et 8 Avril 2017 à la Broadmoor World Arena à Colorado Springs aux États-Unis.
C'est la 2e fois que la ville organise la ville organise les championnats du monde de patinage synchronisé depuis 2010. Cependant c'est la 3e fois que les États-Unis accueillent l'événement.

## Qualification
Les équipes sont éligibles à l'épreuve si elles représentent une nation membre de l'Union internationale de patinage (International Skating Union en anglais) et si les membres ont atteint l'âge de 15 ans avant le 1er juillet 2016. Les fédérations nationales sélectionnent leur équipe en fonction de leurs propres critères.

### Nombre d'inscription par pays
En fonction des résultats des championnats du monde 2016, l'Union internationale de patinage autorise chaque pays à inscrire une à deux équipes. À la suite des derniers championnats du monde, le Canada, la Finlande, la Suède, la Russie et les États-Unis ont eu le droit d'inscrire une seconde équipe.
| Nombres d'équipes | Pays |
| ----------------- | --- |
| 2                 | - Canada - États-Unis - Finlande - Suède - Russie |
| 1                 | - Allemagne - Australie - Autriche - Belgique - Croatie - Espagne - France - Grande-Bretagne - Hongrie - Italie - Japon - Pays-Bas - Tchéquie - Turquie |

## Palmarès

### Podium
| Épreuve                                  | Or            | Argent            | Bronze  |
| ---------------------------------------- | ------------- | ----------------- | ------- |
| Patinage synchronisé résultats détaillés | Team Paradise | Marigold IceUnity | Nexxice |

### Cinq meilleurs pays
Ces derniers auront la possibilités d'inscrire deux équipes aux championnats du monde 2018.
| Rang | Pays       | Or | Argent | Bronze | Classement Équipes |
| ---- | ---------- | -- | ------ | ------ | ------------------ |
| 1    | Russie     | 1  | 0      | 0      | 1er, 6e            |
| 2    | Finlande   | 0  | 1      | 0      | 2e,5e              |
| 3    | Canada     | 0  | 0      | 1      | 3e, 8e             |
| 4    | États-Unis | 0  | 0      | 0      | 4e, 9e             |
| 5    | Suède      | 0  | 0      | 0      | 7e,13e             |

## Résultats détaillés
| Rang | Nom                 | Pays        | Points | Programme court | Programme court | Programme libre | Programme libre |
| ---- | ------------------- | ----------- | ------ | --------------- | --------------- | --------------- | --------------- |
| 1    | Team Paradise       | Russie      | 208.70 | 1               | 72.62           | 2               | 136.08          |
| 2    | Marigold IceUnity   | Finlande    | 208.58 | 2               | 70.88           | 1               | 137.70          |
| 3    | Nexxice             | Canada      | 197.54 | 4               | 67.17           | 4               | 130.37          |
| 4    | Haydenettes         | États-Unis  | 194.43 | 5               | 63.90           | 3               | 130.53          |
| 5    | RCKT                | Finlande    | 193.87 | 3               | 69.18           | 6               | 124.69          |
| 6    | Tatarstan           | Russie      | 187.33 | 6               | 62.83           | 7               | 124.50          |
| 7    | Team Surprise       | Suède       | 180.47 | 7               | 59.04           | 8               | 121.43          |
| 8    | Les Suprêmes        | Canada      | 179.42 | 9               | 53.61           | 5               | 125.81          |
| 9    | Crystallettes       | États-Unis  | 163.00 | 8               | 55.23           | 9               | 107.77          |
| 10   | Berlin 1            | Allemagne   | 155.29 | 10              | 51.18           | 10              | 104.11          |
| 11   | Les Zoulous         | France      | 146.85 | 11              | 49.21           | 12              | 97.64           |
| 12   | Jingu Ice Messenger | Japon       | 146.84 | 13              | 47.30           | 11              | 99.54           |
| 13   | Boomerang           | Suède       | 144.62 | 12              | 48.29           | 13              | 96.33           |
| 14   | Hot Shiver Senior   | Italie      | 141.90 | 14              | 45.66           | 14              | 96.24           |
| 15   | Passion             | Hongrie     | 128.44 | 15              | 43.04           | 15              | 85.40           |
| 16   | Cool Dreams Senior  | Suisse      | 126.79 | 16              | 41.98           | 16              | 84.81           |
| 17   | CzechOlympia        | Tchéquie    | 110.00 | 17              | 37.74           | 17              | 72.26           |
| 18   | Fusion              | Espagne     | 104.91 | 19              | 34.27           | 18              | 70.64           |
| 19   | Zagreb Snowflakes   | Croatie     | 99.54  | 18              | 36.23           | 19              | 63.31           |
| 20   | Infusion            | Australie   | 89.97  | 23              | 28.88           | 20              | 61.09           |
| 21   | Zariba              | Royaume-Uni | 85.15  | 20              | 29.94           | 21              | 55.21           |
| 22   | Illumination        | Pays-Bas    | 80.11  | 21              | 29.63           | 23              | 50.48           |
| 23   | Sweet Mozart        | Autriche    | 79.45  | 24              | 25.43           | 22              | 54.02           |
| 24   | Turquoise           | Turquie     | 78.92  | 22              | 29.41           | 24              | 49.51           |